# The Connells
The Connells est un groupe de pop rock américain originaire de Raleigh, en Caroline du Nord. Leur musique est orientée vers la guitare, la mélodie, la power pop et le rock. Malgré de nombreux changements de membres, le groupe existe toujours.
Le groupe est notamment connu pour sa chanson '74-'75, extrait de l'album Ring (en) sorti en 1993.

## Discographie
- Hats Off EP (1985)
- Darker Days (1986)
- Boylan Heights (1987)
- Fun & Games (1989)
- One Simple Word (1990)
- Ring (en) (1993)
- New Boy EP (1994)
- Weird Food & Devastation (1996)
- Still Life (1998)
- Old School Dropouts (2001)
- Steadman's Wake (2021)